# Gymnastiek op de Olympische Zomerspelen 2020 – Trampoline vrouwen
Het trampoline springen voor de vrouwen op de Olympische Zomerspelen 2020 in Tokio vond plaats op 30 juli 2021 (kwalificatie en finale). De Chinese Zhu Xueying won het onderdeel voor Liu Lingling die het zilver pakte en de Britse Bryony Page die het brons won.

## Format
Alle deelnemende vrouwen moesten twee kwalificatie-oefening springen. De scores van beide oefeningen werden bij elkaar opgeteld en de beste acht deelnemers gingen door naar de finale. Echter mochten er maximaal twee deelnemers per land in de finale komen. De scores van de kwalificatie werden bij de finale gewist, en alleen de scores die in de finale gehaald werden, telden. In de finale mochten de acht springers maar een oefening springen.

## Kwalificatieronde
| Rang | Gymnast             | Gymnast | Sprong 1 | Sprong 2 | Totaal  |    |
| ---- | ------------------- | ------- | -------- | -------- | ------- | -- |
| 1    | Liu Lingling        | CHN     | 50.155   | 55.315   | 105.470 | Q  |
| 2    | Zhu Xueying         | CHN     | 49.755   | 55.545   | 105.300 | Q  |
| 3    | Bryony Page         | GBR     | 48.850   | 55.810   | 104.660 | Q  |
| 4    | Rosannagh MacLennan | CAN     | 48.840   | 55.595   | 104.435 | Q  |
| 5    | Megu Uyama          | JPN     | 48.705   | 54.880   | 103.585 | Q  |
| 6    | Soesana Kotsjesok   | ROC     | 47.870   | 54.920   | 102.790 | Q  |
| 7    | Nicole Ahsinger     | USA     | 48.325   | 53.785   | 102.110 | Q  |
| 8    | Dafne Navarro       | MEX     | 46.685   | 53.165   | 99.850  | Q  |
| 9    | Malak Hamza         | EGY     | 45.225   | 49.495   | 94.720  | R1 |
| 10   | Maddie Davidson     | NZL     | 47.870   | 45.540   | 93.140  | R2 |
| 11   | Jana Lebedeva       | ROC     | 48.615   | 23.190   | 71.805  | -  |
| 12   | Léa Labrousse       | FRA     | 14.015   | 54.070   | 68.085  | -  |
| 13   | Hikaru Mori         | JPN     | 47.350   | 16.425   | 63.775  | -  |
| 14   | Samantha Smith      | CAN     | 48.335   | 11.210   | 59.545  | -  |
| 15   | Laura Gallagher     | GBR     | 47.235   | 6.100    | 53.335  | -  |
| 16   | Jessica Pickering   | AUS     | 17.840   | 16.350   | 34.190  | -  |

Reserve
- Malak Hamza  EGY
- Maddie Davidson  NZL

## Uitslag
- D-Score; de moeilijkheidsgraad van de oefening
- E-Score; de uitvoeringsscore van de oefening
- Vlucht; de score voor de vlucht
- H-Score; Horizontale beweging
- Totaal; D-Score + E-Score + Vlucht - Straf geeft de totaalscore

| Rang   | Gymnast             | Gymnast | D-Score | E-Score | Vlucht | H-Score | Totaal |
| ------ | ------------------- | ------- | ------- | ------- | ------ | ------- | ------ |
| Goud   | Zhu Xueying         | CHN     | 15.000  | 16.800  | 15.435 | 9.400   | 56.635 |
| Zilver | Liu Lingling        | CHN     | 15.000  | 16.000  | 16.250 | 9.100   | 56.350 |
| Brons  | Bryony Page         | GBR     | 15.000  | 15.800  | 15.535 | 9.400   | 55.735 |
| 4      | Rosannagh MacLennan | CAN     | 14.900  | 15.600  | 15.760 | 9.200   | 55.460 |
| 5      | Megu Uyama          | JPN     | 14.000  | 16.000  | 15.355 | 9.300   | 54.655 |
| 6      | Nicole Ahsinger     | USA     | 14.300  | 15.300  | 15.450 | 9.300   | 54.350 |
| 7      | Soesana Kotsjesok   | ROC     | 14.400  | 15.300  | 15.590 | 9.000   | 54.290 |
| 8      | Dafne Navarro       | MEX     | 12.800  | 13.900  | 13.645 | 8.000   | 48.345 |

2000: Irina Karavajeva ·
2004: Anna Dogonadze ·
2008: He Wenna · 
2012: Rosannagh MacLennan · 
2016: Rosannagh MacLennan · 
2020: Zhu Xueying · 
2024: Bryony Page